# 浜口陽三
浜口 陽三（はまぐち ようぞう、1909年4月5日 - 2000年12月25日）は、和歌山県有田郡広村（現・有田郡広川町）出身の版画家。
銅版画の一種であるメゾチントを復興し、カラーメゾチント技法の開拓者となった。同じく版画家の南桂子は妻。本名は濱口 陽三（はまぐち ようぞう）だが、筆名としては新字体の「浜」を用いていた。

## 経歴

### 濱口儀兵衛家
1909年（明治42年）4月5日、和歌山県有田郡広村（現・有田郡広川町）に生まれた。生家の濱口儀兵衛家はヤマサ醤油の創業家であり、陽三は濱口梧洞（10代目濱口儀兵衛）の三男である。幼少時に一家で千葉県銚子市に転居した。

### 戦前の活動
東京美術学校（現・東京藝術大学）では彫刻科塑造部に入学したが、2年で退学しパリへ渡航した。パリ滞在中の1937年（昭和12年）頃からドライポイント（銅板に直接針で図柄を描く、銅版画技法の一種）の制作を試み、版画家への一歩を記し始めた。戦時色の濃くなる中、1939年（昭和14年）に日本に帰国。自由美術家協会に創立会員として参加するが、戦時下にはなかなか作品発表の場が無かった。1942年（昭和17年）には経済視察団の通訳として仏領インドシナ（ベトナム）に渡航し、1945年（昭和20年）帰国している。

### 戦後の活動
浜口が本格的に版画の制作を始めるのは、第二次世界大戦後の1950年（昭和25年）前後、40歳頃のことであった。1953年（昭和28年）には再度渡仏し、以後主にフランスで制作を続けた。1957年（昭和32年）にはサンパウロ国際版画ビエンナーレの版画大賞と東京国際版画ビエンナーレにおける国立近代美術館賞をダブル受賞し、国際的評価が高まった。その後も多くの国際的な賞を受けている。
1971年（昭和46年）から1972年（昭和47年）にはブラジルに滞在。フランスにいったん戻った後、1981年（昭和56年）には拠点をアメリカ合衆国のサンフランシスコに移した。版画の刷師を探すところまで立ち返り、制作活動を再開。パリとサンフランシスコそれぞれで手がけた同じモチーフの作品を比較すると、色調に変化が見られる。

### 死去
1996年（平成8年）には日本へ戻り、2000年（平成12年）12月に死去するまでの数年間を日本で過ごした。浜口は葉巻の愛好家だった。
まとまった作品はヤマサコレクション施設と、浜口の生前に受贈した武蔵野市立吉祥寺美術館に収蔵される。後者は記念室を設け、作品と制作の道具を展示する。

## 作風

### 技法
浜口は20世紀におけるメゾチント技法の復興者として国際的に知られる。メゾチントは「マニエル・ノワール（黒の技法）」の別名でも呼ばれる銅版画の技法の1つで、鏡面のような銅板の表面に「ベルソー」という道具を用いて、一面に微細な点を打ち、微妙な黒の濃淡を表現するものである。こうして作った黒の地を「スクレイパー」「バニッシャー」と呼ばれる道具を用いて彫り、図柄や微妙な濃淡を表す。この技法は写真術の発達に伴って長く途絶えていたものである。浜口はこの技法を復興させると共に、色版を重ねて刷る「カラー・メゾチント」の技法を発展させたことで知られる。

### 題材
浜口は作品のモチーフとして、ブドウ、さくらんぼ、くるみなどの小さな果物や貝、蝶などの小動物を多く取り上げ、空間を広く取った画面構成で逆に小さな対象物を際立たせる手法を好んで用いた。版画作品は、通常刷り上がった順にシリアル番号を付けるが、浜口は刷り上がりの良い作品の順に番号を付けていた。

## 代表作品
- 西瓜二切（1954年） - 国立国際美術館
- 西瓜（1955年）
- パリの屋根（1956年） - 和歌山県立近代美術館
- 水差しとぶどうとレモン（1957年） - 東京国立近代美術館
- 突堤（1965年） - 国立国際美術館
- 蝶と太陽（1969年） - 国立国際美術館
- さくらんぼと青い鉢（1976年） - 武蔵野市立吉祥寺美術館
- 8つのくるみ（1977年） - 京都国立近代美術館
- 2匹の蝶（1977年） - ミュゼ浜口陽三・ヤマサコレクション
- 魚と果物 - 千葉市美術館[6]

## 関連文献
- 『浜口陽三全版画作品集』中央公論美術出版、2000年
- 『浜口陽三展 20世紀版画の巨匠』国立国際美術館、2002年